# Axel Wilhelmi

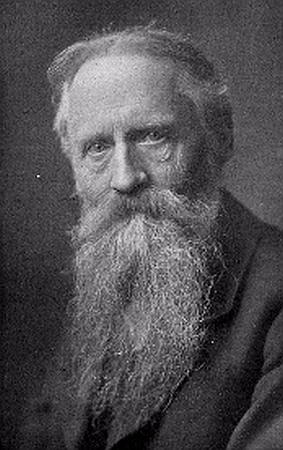
Axel Wilhelmi

Axel Samuel Theophil Wilhelmi (* 13. November 1857 in Heddesbach, Großherzogtum Baden; † 20. Juni 1928 in Schwerin) war ein deutscher Mediziner und Sachbuchautor.

## Leben
Axel Wilhelmi entstammte einer alten aus Lippe-Detmold kommenden Pfarrerfamilie, zwei seiner Brüder repräsentierten die zehnte Pastorengeneration. Er war ein Sohn des evangelisch-lutherischen Theologen und ab 1866 in Brudersdorf (Dargun) wirkenden Pastors (Heinrich Friedrich) Wilhelm Wilhelmi (1819–1877) und dessen Frau Rosine Sophie La Roche (1829–1910), Tochter des Pfarrers der Basler Peterskirche.
Nach seiner Schulzeit in Demmin absolvierte er ab Mai 1876 ein Medizinstudium an der Universität Rostock. Am 23. Dezember 1880 erfolgte in Rostock die Approbation, am 26. September 1882 in Leipzig die Promotion mit der Dissertation: „Beitrag zur Casuistik der Echinococcen-Krankheit“. Nach der Zeit als Assistenzarzt an der Augenklinik in Rostock bis Herbst 1881 folgte die Tätigkeit als praktischer Arzt in Dassow bis 1886 und anschließend bis 1892 in Güstrow. 1892 wurde er zum Kreisphysikus in Schwerin berufen und war ab 1892 auch Vorstand der Landes-Impfanstalt. 1896 erhielt er den Titel Sanitätsrat, 1904 wurde er zum Medizinalrat und 1918 zum Obermedizinalrat ernannt. Nachdem er 1924 in den Ruhestand gegangen war, war er noch als Schiffsarzt auf Reisen. Eine schwere Erkrankung auf einer Rückreise von Brasilien führte zu einem mehrjährigen Siechtum.
Wilhelmi war viele Jahre stellvertretender und später Vorsitzender des Vereins Schweriner Ärzte und daneben Vorsitzender des Hilfsvereins für mecklenburgische Medizinpersonen. Er war Mitglied des Heimatbundes Mecklenburg und trat 1892 dem Verein für mecklenburgische Geschichte und Altertumskunde bei.
Axel Wilhelmi war seit dem 10. Oktober 1882 verheiratet mit Helene Rahe (1855–1930), geboren zu Lübtheen als Tochter des Postmeisters Conrad Rahe, später in Dassow tätig, und dessen Frau Friedrike Voss. Die Tochter Emma (1885–1968) wurde Kunsterzieherin und Malerin.

## Schriften
Sein wichtigstes, oft zitiertes Werk, war die 1901 erfolgte Neuausgabe und Fortsetzung des 1874 von August Blanck unter dem Titel Die Mecklenburgischen Aerzte von den ältesten Zeiten bis zur Gegenwart herausgegebenen biographischen Sammelwerkes. Es wurde 1929 erneut, nun von Gustav Willgeroth überarbeitet, veröffentlicht.
- Beitrag zur Casuistik der Echinococcen-Krankheit. Dissertation, Güstrow 1882
- Aus der Volksheilkunde Mecklenburgs. In: Archiv des Vereins der Freunde der Naturgeschichte. 1896
- Das deutsche Trinken, eine Gefahr für das deutsche Volksleben. Schwerin 1897
- Mecklenburgische Kranken-, Heil- und Pfege-Anstalten. Düsseldorf 1928
- Die Mecklenburgischen Aerzte von den ältesten Zeiten bis zur Gegenwart : eine Neuausgabe, Vervollständigung und Fortsetzung des 1874 unter gleichem Titel erschienenen A. Blanck'schen Sammelwerkes. veranstaltet von Axel Wilhelmi, Herberger, Schwerin i. M. 1901 (archive.org)

Zitat aus einer Rezension Friedrich Stuhrs zu der von G. Willgeroth 1929 herausgegebenen Neuauflage:

„Alles in allem reiht sich das Willgerothsche Ärztebuch seinem 1924-25 erschienenen dreibändigen Pastorenwerk würdig an. Es gibt wenige deutsche Staaten, aus denen ein so reiches genealogisches Material über die Angehörigen dieser beiden wichtigen Berufe gedruckt vorliegt, wie aus Mecklenburg.“

- Die mecklenburgischen Aerzte von den ältesten Zeiten bis zur Gegenwart. : [4 Lfgn] / Ges. und hrsg. A. Blanck 1874, fortges. von Axel Wilhelm bis 1901. Durch genealog. Mitteilgn erg. u. bis zur Gegenwart fortgef. von Gustav Willgeroth. Schwerin [i. M., Blücherstr. 13] : Landesgeschäftsstelle d. Meckl. Aerztevereinsbundes, 1929
(DNB 560367589)